# Вільям Форселл Кірбі
Вільям Форселл Кірбі (англ. William Forsell Kirby; 14 січня 1844 — 20 листопада 1912) — англійський ентомолог і фольклорист.

## Біографія
Він народився в Лестері. Він був старшим сином банкіра Семюела Кірбі. Здобув приватну освіту; змалку цікавився метеликами. Сім'я переїхала до Брайтона. У 1862 році він опублікував Посібник європейських метеликів (Manual of European Butterflies).
У 1867 році він став куратором Музею Королівського Дублінського товариства. Створив Синонімічний каталог денних метеликів (Synonymic Catalogue of Diurnal Lepidoptera, 1871; додаток 1877).
У 1879 році після смерті Фредеріка Сміта Кірбі став співробітником Британського музею природознавства на посаді асистентом. Він опублікував низку каталогів, а також Rhopalocera Exotica (1887—1897) та Початковий підручник з ентомології (Elementary Text-book of Entomology). Він також написав важливу роботу про прямокрилих комах, включаючи тритомний каталог усіх відомих видів (1904, 1906, 1910). У 1909 році вийшов на пенсію.
Кірбі знав багато мов, переклав англійською мовою фінський національний епос «Калевала». Переклад Кірбі мав великий вплив на твори Толкіна, який вперше прочитав його в підлітковому віці. Кірбі також надав багато приміток до перекладу сера Річарда Бертона «Арабських ночей».
Кірбі був прихильником теїстичної еволюції. У своїй книзі «Еволюція та природна теологія» він стверджував, що еволюція та теїзм сумісні. Він зазначив, що креаціонізм є науково необґрунтованим, і спростував його аргументи.  Він розглядав природу як «величезну саморегулюючу машину».

## Публікації

### Ентомологія

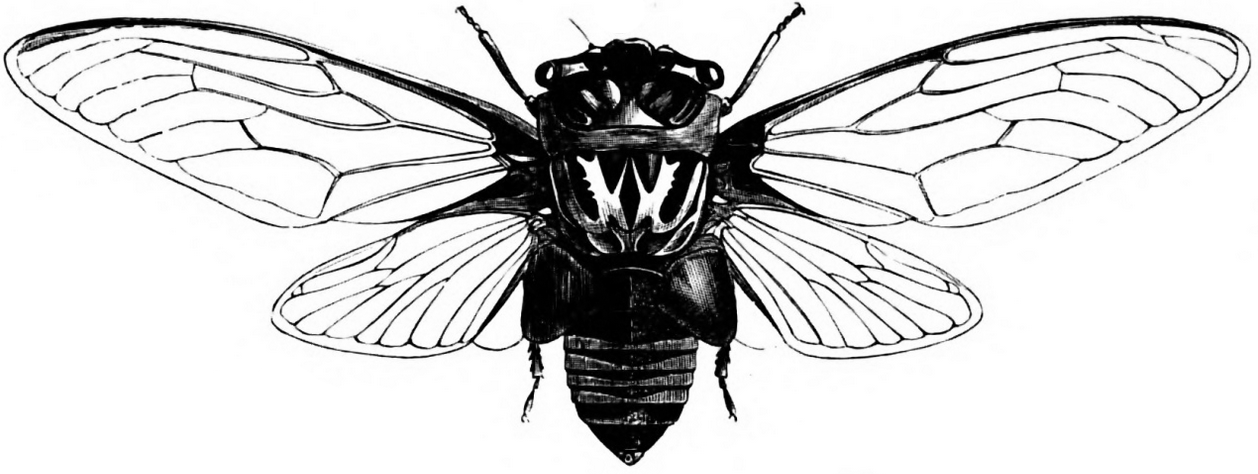
Ілюстрація Thopha saccata в Підручнику з ентомології Кірбі 1885 року

- Manual of European Butterflies, on the plan of Stainton's manual of British Butterflies and Moths. 1862.
- A synonymic catalogue of diurnal Lepidoptera. 1871.
  - A synonymic catalogue of diurnal Lepidoptera (Supplment). 1877.
- Catalogue of the collection of diurnal Lepidoptera formed by the late William Chapman Hewitson, of Otlands, Walton-on Thames; and bequeathed by him to the British Museum. 1879.
- European butterflies and moths ... Based upon Berge's "Schmetterlingsbuch". 1882.
- Tenthredinidoe and Siricidoe. Т. 1. 1882. {{cite book}}: Проігноровано |work= (довідка)
- British Butterflies, Moths & Beetles, 1885
- Elementary text-book of entomology, 1885
- A synonymic catalogue of Lepidoptera Heterocera. (Moths), т. 1 Sphinges and Bombyces, 1892
- A Hand-book to the Order Lepidoptera
  - Butterflies (Part.1), т. 1, 1896
  - Butterflies (Part.2), т. 2, 1896
  - Moths (Part.1), т. 3, 1897
  - Moths (Part.2), т. 4, 1897
  - Moths (Part.3), т. 5, 1897
- Marvels of Ant Life, 1898
- A synonymic catalogue of Neuroptera Odonata, or dragon-flies. With an appendix of fossil species, 1890
- Familiar butterflies and moths, 1901
- The Butterflies and moths of Europe, Cassell & Co. Ltd., London, 1903, с. 432 pp
- A Synonymic Catalogue of Orthoptera, British Museum (Natural History)
  - Orthoptera, Euplexoptera, Cursoria, et Gressoria, т. 1, 1904
  - Orthoptera Saltatoria (Part.1) - Achetidae et Phasgonuridae, 1906
  - Orthoptera Saltatoria (Part.2) - Locustidae vel Acridiidae, т. 3, 1910
- Orthoptera (Acridiide), The Fauna of British India including Ceylon and Burma, 1914
- Hewitson, William Chapman (1862), Illustrations of diurnal Lepidoptera, т. 1 (Text)
- Hewitson, William Chapman (1862), Illustrations of diurnal Lepidoptera, т. 1 (Plates)
- Gross-Smith, Henley (1887), Rhopalocera exotica; being illustrations of new, rare, and unfigured species of butterflies, London: Gurney & Jackson
  - (Papilionidae - Papilioninae), т. 1
  - (Nymphalidae - Danainae - Ravadeba - Satyridae - Nymphalidae - Elymniinae), т. 2
  - (Erycinidae - Lemoniidae - Lycaenidae), т. 3, with index
- Lydekker, Ricard; Kirby, W. F.; Woodward, Bernard Barham; Kirkpatrick, R.; Pocock, R. I.; Sharpe, Richard Bowdler; Garstang, Walter; Bather, Francis Arthur; Bernard, Henry Meyners (1897), Natural History
- Hubner, Jacob; Geyer, Carl (1908), Zuträge zur Sammlung exotischer Schmetterlinge : bestehend in Bekundigung einzelner Fliegmuster neuer oder rarer nichteuropäischer Gattungen, т. 1 , index and introductions
- Hubner, Jacob (1908), Zuträge zur Sammlung exotischer Schmetterlinge : bestehend in Bekundigung einzelner Fliegmuster neuer oder rarer nichteuropäischer Gattungen, т. 2 , index and introductions

### Інша біологія
- Evolution and Natural Theology, 1883
- British flowering plants, 1906